# إيدى هودجز
إيدى هودجز (بالإنجليزية: Eddie Hodges)‏ هو مغني وموسيقي وممثل أمريكي، ولد في 5 مارس 1947 بهاتيسبورغ في الولايات المتحدة. من الجوائز التي نالها جائزة المسرح العالمي سنة 1958.

## أعمال

### أفلام
- (1959) ثقب في الرأس

## جوائز
- جائزة المسرح العالمي (1958)

## وصلات خارجية
- إيدى هودجز على موقع IMDb (الإنجليزية)
- إيدى هودجز على موقع ميوزك برينز (الإنجليزية)
- إيدى هودجز على موقع قاعدة بيانات برودواي على الإنترنت (الإنجليزية)
- إيدى هودجز على موقع ديسكوغز (الإنجليزية)
- إيدى هودجز على موقع قاعدة بيانات الفيلم (الإنجليزية)